# Acmaeodera recticolloides
Acmaeodera recticolloides är en skalbaggsart som beskrevs av Frederic Westcott 1971. Acmaeodera recticolloides ingår i släktet Acmaeodera och familjen praktbaggar. Inga underarter finns listade i Catalogue of Life.